# セイヴ・ロックンロール
『セイヴ・ロックンロール - FOBのロックンロール宣言!』(Save Rock And Roll)は、アメリカのロックバンド、フォール・アウト・ボーイの5作目のスタジオ・アルバム。2009年の無期限活動休止発表後、再始動とともにリリースした初のアルバムである。
本作では、プロデューサーとして前作まで長年起用していたニール・アヴロンの手を離れ、新たなアプローチとしてブッチ・ウォーカーを迎え入れている。また、前作と同様に多数のゲストミュージシャンをフィーチャリングしている。
さらに新たな試みとして、アルバムに収録されている全ての曲用にミュージック・ビデオが制作されており、全編を通して一つのストーリーとなっている。これはダフト・パンクと松本零士によるアニメーションオペラ『インターステラ5555』にインスパイアされたものであるという。後に、全編を一つにまとめた映画『The Young Blood Chronicles』（ザ・ヤング・ブラッド・クロニクルズ）としてリリースされた。
日本では、発売が一度延期され、後にケースとブックレットの間に赤いシートが挿入され、本来のカヴァーアートを隠す形で発売された。

## 収録曲
1. ザ・フェニックス / The Phoenix
  - 2ndシングル、2013年7月16日リリース。『The Young Blood Chronicles』パート2。
  - M-1グランプリ敗者復活戦挿入曲
2. 僕の歌は知っている / My Songs Know What You Did In The Dark (Light Em Up)
  - 1stシングル、2013年2月4日リリース。『The Young Blood Chronicles』パート1。ミュージック・ビデオには2チェインズがゲスト出演している。
3. アローン・トゥギャザー / Alone Together
  - 3rdシングル、2013年8月6日リリース。『The Young Blood Chronicles』パート4。
4. ホエア・ディド・ザ・パーティー・ゴー / Where Did The Party Go
  - 『The Young Blood Chronicles』パート7。
5. ジャスト・ワン・イエスタデイ feat. フォクシーズ / Just One Yesterday feat. Foxes
  - 『The Young Blood Chronicles』パート6。
6. ザ・マイティ・フォール feat. ビッグ・ショーン / The Mighty Fall feat. Big Sean
  - 『The Young Blood Chronicles』パート5。
7. ミス・ミッシング・ユー / Miss Missing You
  - 『The Young Blood Chronicles』パート10。
8. デス・ヴァレー / Death Valley
  - 『The Young Blood Chronicles』パート8。ミュージック・ビデオにはトミー・リーがゲスト出演している。
9. ヤング・ヴォルケイノーズ / Young Volcanoes
  - 4thシングル、2013年11月4日リリース。『The Young Blood Chronicles』パート3。
10. ラタタット feat. コートニー・ラヴ / Rat A Tat feat. Courtney Love
  - 『The Young Blood Chronicles』パート9。
11. セイヴ・ロックンロール feat. エルトン・ジョン / Save Rock And Roll feat. Elton John
  - 『The Young Blood Chronicles』パート11。
12. 僕の歌は知っている - 2チェインズ・リミックス / My Songs Know What You Did In The Dark (Light Em Up) - 2 Chainz Remix

12曲目は日本盤ボーナス・トラック。